# Национален институт по статистика (Белгия)
Вижте пояснителната страница за други значения на Национален статистически институт.
Националният институт по статистика (на френски: Institut national de statistique, INS; на нидерландски: Nationaal Instituut voor de Statistiek, NIS; на немски: Statistisches Landesamt) е орган на правителството на Белгия, занимаващ се със статистика.
Въпреки че горното наименование е все още широко употребявано, от 2003 година неговото официално наименование е Главна дирекция „Статистика и икономическа информация“ (на френски: Direction générale Statistique et Information économique, DGSIE). По-късно е преименувано на Главна дирекция „Статистика“ (на френски: Direction générale Statistique; на нидерландски: Algemene Directie Statistiek).
Институтът е сред органите, подчинени на Федералното министерство на икономиката на Белгия.

## INS код
С цел да се улесни обозначаването и използването на статистическите данни всяка териториално-административна единица в Белгия има свой уникален идентификационен код, определен ѝ от статистическия институт.